# Vašukani
Vašukani (asirsko Uššukana) je bila od okoli 1500 pr. n. št. do okoli 1300 pr, n. št.  prestolnica hurijskega Mitanskega kraljestva. Njena natančna lokacija ni znana. Domnevo,  da leži pod večinoma neraziskanim  gričem Tell el Fakhariya pri Tell Halafu v Siriji je poljski orientalist Edward Lipinski ovrgel.
Znano je, da so v prvih letih vladanja Šupiluliume I. (vladal okoli 1344-1322 pr. n. št.) Vašukani  oplenili Hetiti. Napis z njegovim mirovnim sporazumom omenja, da je za svojega mitanskega vazala imenoval kralja Šattivazo.  Mesto je ponovno oplenil asirski kralj Adadnirari I. okoli leta 1290 pr. n. št., sicer pa je zgodovina mesta skoraj popolna neznanka. 